# 朱背双斑雀
朱背双斑雀（学名：Euschistospiza dybowskii），是梅花雀科双斑雀属的一种，分布于几内亚、乌干达、塞拉利昂、科特迪瓦、加纳、中非共和国、尼日利亚、埃塞俄比亚、几内亚比绍、苏丹、贝宁、布基纳法索、多哥、刚果民主共和国、喀麦隆和乍得。全球活动范围约为451,000平方千米。该物种的保护状况被评为无危。
朱背双斑雀的平均体重约为13.4克。栖息地包括亚热带或热带的（低地）湿润疏灌丛和干燥的稀树草原。